# Gambieröarna

Gambieröarnas flagga

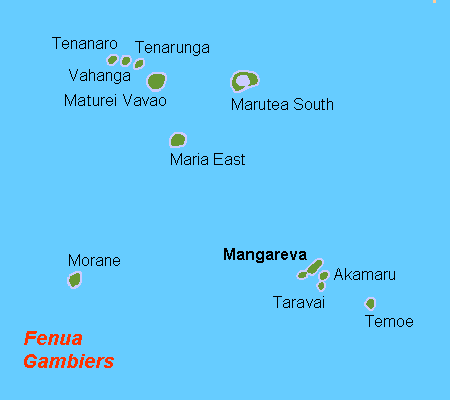
Översiktskarta

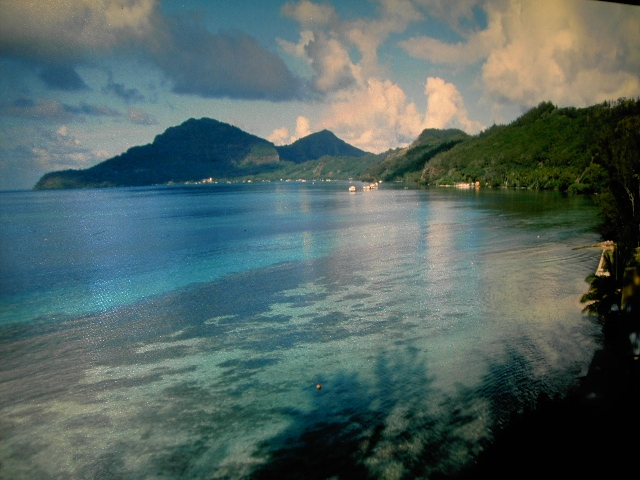
Mangareva

Gambieröarna (franska îles Gambier eller Archipel des Gambier) är ett av de fem territorier (subdivisions administratives) i Franska Polynesien i Stilla havet.
Öarna ligger cirka 1 800 km sydöst om Tahiti.

## Geografi
Öarna är av vulkaniskt ursprung och ligger innanför ett cirka 65 km långt rev med en yta på cirka 450 km² med en landmassa på endast cirka 31 km².
Öarna ligger geografiskt inom Tuamotuöarna men skiljer sig naturmässigt avsevärt från övriga öar inom området framför allt då övriga öar är korallöar.
Huvudön Mangareva har en area på cirka 15,4 km² med den högsta höjden Mont Duff på cirka 440 m ö.h.
Området omfattar 26 öar. De större öarna är
- Akamaru, cirka 2,1 km²
- Aukena, cirka 1,3 km²
- Mangareva, cirka 15,4 km²
- Taravai, cirka 5,7 km²

samt ytterligare en rad motus (småöar), atoller och rev som Angakauitai, Marutea, Temoe och Totogegie.
Befolkningen uppgår till cirka 1 000 invånare (32 inv/km²) med huvudorten Rikitea på cirka 500 invånare. Huvudspråken är lokal tahitiska och franska.
Valutan är CFP-franc som i övriga Franska Polynesien.

## Historia
Öarna upptäcktes den 24 maj 1797 av den brittiska sjöfararen kapten James Wilson som namngav öarna efter sin förebild i brittiska flottan amiral James Gambier.
Området utforskades 1825 av en brittisk expedition under Frederick William Beechey.
Området blev ett franskt protektorat den 16 januari 1844 och införlivades 1903 tillsammans med övriga öar inom Franska Polynesien i det nyskapade Établissements Français de l'Océanie (Franska Oceanien).